# Junker Jörg (Schiff)
Die Junker Jörg ist ein 1990/91 gebautes Flusskreuzfahrtschiff für Fahrten auf Binnengewässern und auf der Ostsee. Das Schiff war von 1991 bis 2000 als Theodor Fontane für die Köln-Düsseldorfer im Einsatz. Danach fuhr es kurzzeitig als Viking Fontane – für Viking River Cruises – auf Mosel, Rhein und Main zwischen Trier und Würzburg, sowie später auf der Elbe zwischen Magdeburg und Mělník. Das Schiff wurde 2007/08 komplett umgebaut und modernisiert. Es ist das baugleiche Schwesterschiff der Clara Schumann.

## Geschichte

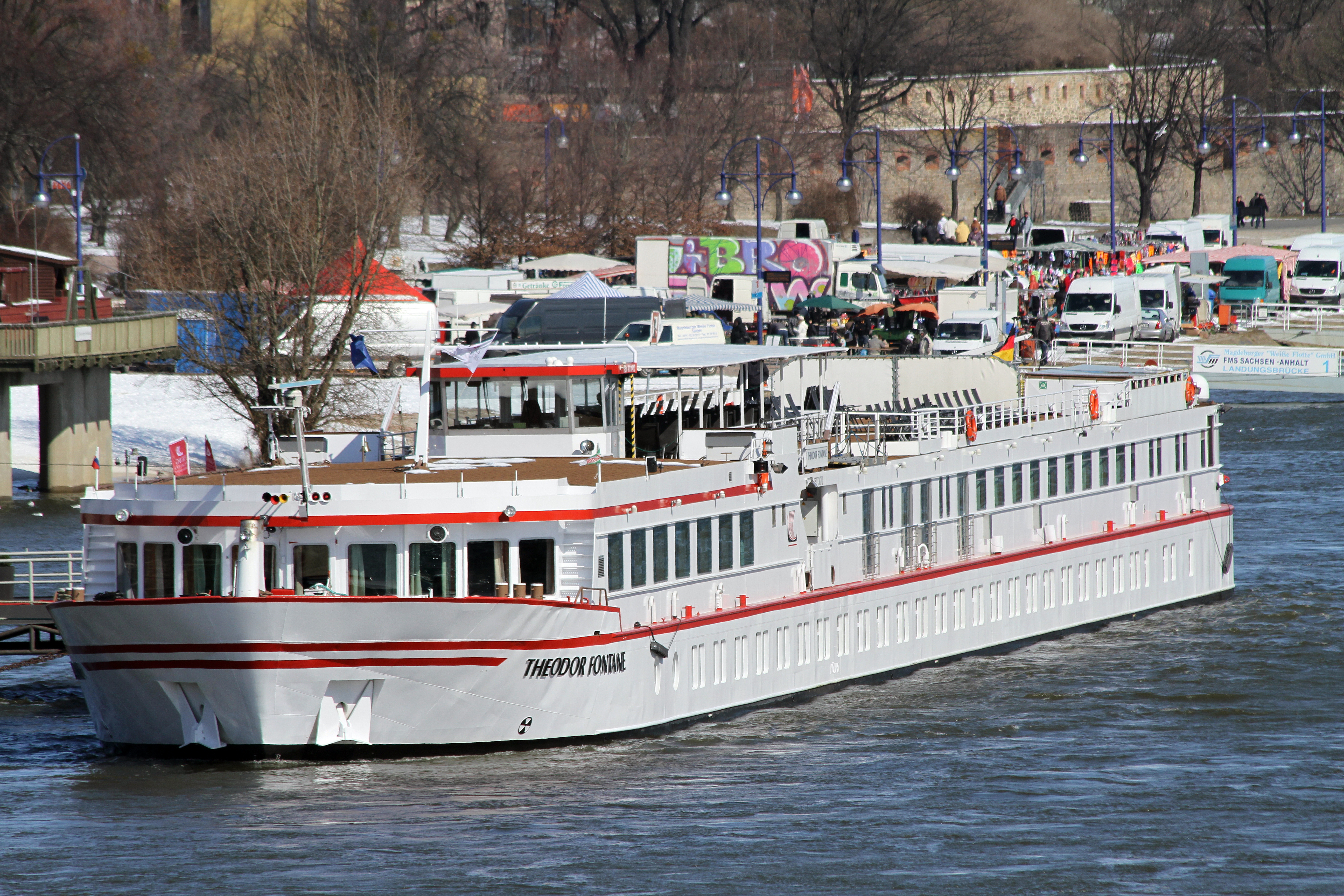
Theodor Fontane am Anleger Magdeburg

Nach der Wende führte die Köln-Düsseldorfer (Fahrgastreederei), um die Elbe für zukünftige Flusskreuzfahrten zu erschließen, mit dem elbgängigen Schiff St. Caspar der Tours Incomming GmbH in Düsseldorf vom 2. bis 7. Juni 1990 eine Testfahrt von Hamburg nach Dresden durch. Mit Hilfe der gewonnenen Erkenntnisse plante die Reederei in Zusammenarbeit mit dem Antriebhersteller Schottel und der Bauwerft De Biesbosch ein Kabinenfahrgastschiff, das durch den Einbau von Ballastwassertanks auch bei niedrigem Wasserstand einsetzbar sein sollte. Nach Modell-Versuchen, die in der Versuchsanstalt für Binnenschiffbau in Duisburg durchgeführt wurden, erfolgte am 24. Juli 1990 ein Weftauftrag für zwei baugleiche Schiffe mit je 64 Fahrgastkabinen. Die Kiellegung des unter der Bau-Nummer 843 zweitgefertigten Schiffs erfolgte im Oktober, der Stapellauf am 30. März 1991. Vom 6. Juni bis 9. Juni wurde der fertiggestellte Rohbau mit Condock III, einem selbstfahrenden Dockschiff, von Amsterdam nach Hamburg überführt, wo die Endausrüstung in der Schiffswerft Grube stattfand. Vom 14. Juni fuhr das Schiff mit eigener Kraft nach Magdeburg, wo es an die Elbe-Kreuzfahrten GmbH, einem einhundertprozentigen Tochterunternehmen der Köln-Düsseldorfer übergeben würde. Diese setzte es ab dem 18. Juni ohne vorherige Schiffstaufe und Jungfernfahrt im Plandienst zwischen Magdeburg und Bad Schandau ein. In den Wintermonaten des Jahres diente die Theodor Fontane als Hotelschiff in Dresden.

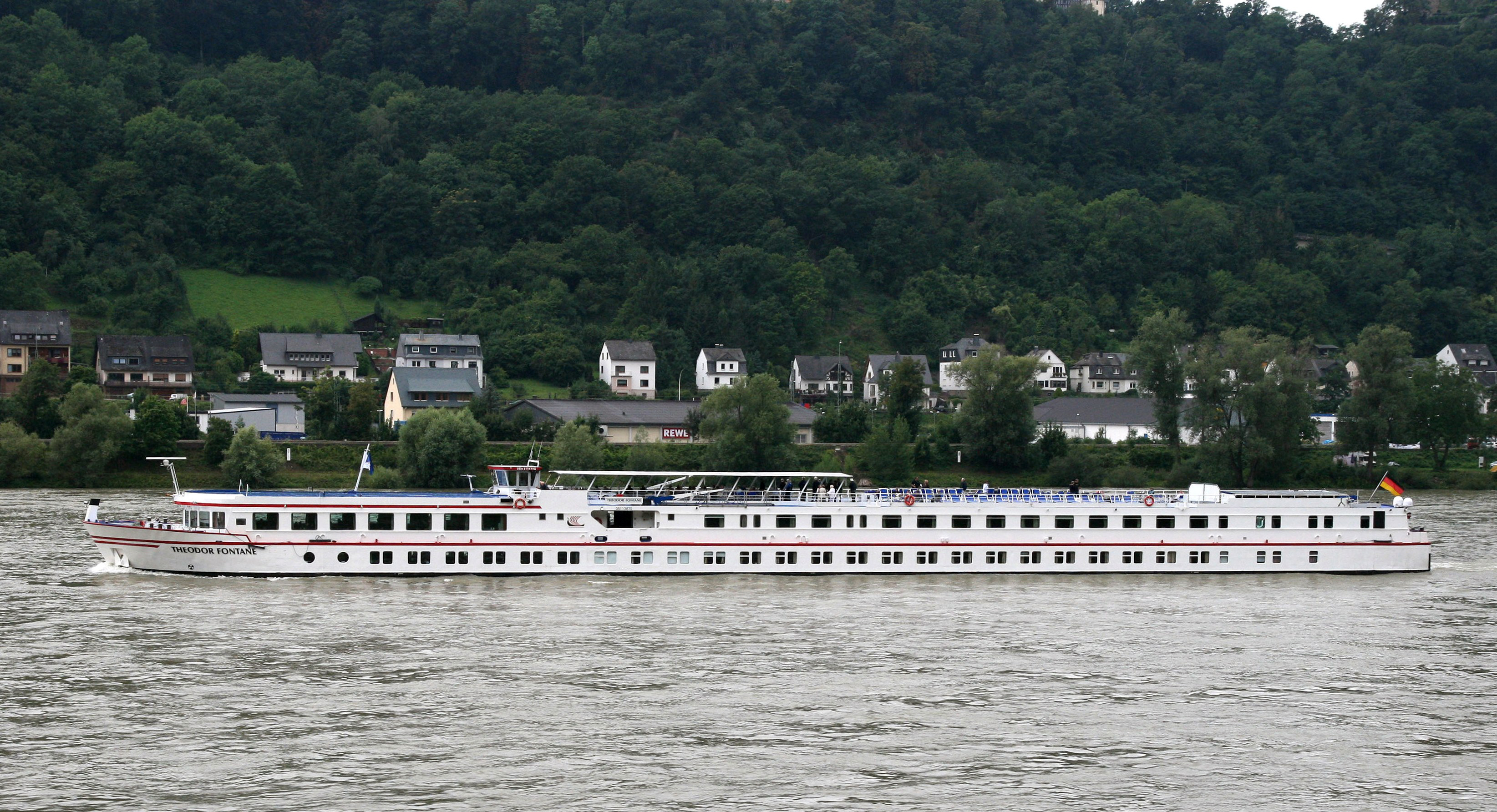
Theodor Fontane bei Oberwesel

Infolge von zu geringem Fahrgastaufkommen zog die Köln-Düsseldorfer das Schiff am 30. Juni 1995 aus dem Elbkreuzfahrtverkehr ab und setzte es nach einer erneuten Überführung mit Condock III ab dem 29. Juli zwischen Wien und dem IJsselmeer auf Donau, Main, Mosel und Rhein ein. Die Theodor Fontane wurde am 28. August 1997 an die KD Deutsche Flusskreuzfahrten GmbH verkauft. Als die Premicon AG am 9. März 2000 Hauptaktionär der Köln-Düsseldorfer wurde, übernahm Viking River Cruises das Flusskreuzfahrtgeschäft der Gesellschaft inklusive aller dort eingesetzten Schiffe. Im April 2001 überführte der neue Eigner das Schiff wieder zur Elbe, wo es bis 2007 auf der Fahrtstrecke Lauenburg/Elbe bis Ústí nad Labem im Einsatz stand. 2008 wurde das Schiff abermals zum Rhein überführt, wo es bis 2008 zwischen Trier und Nürnberg eingesetzt wurde. Im Jahr 2009 war das Schiff für ein Jahr in Strasbourg stillgelegt und von Ende 2009 bis Anfang 2010 komplett modernisiert. 2011/12 wurden die Deluxe-Kabinen mit französischen Balkonen ausgestattet. Das Schiff firmierte im Jahre 2012 als Viking Fontane und befuhr die Elbe zwischen Magdeburg und Melnik.

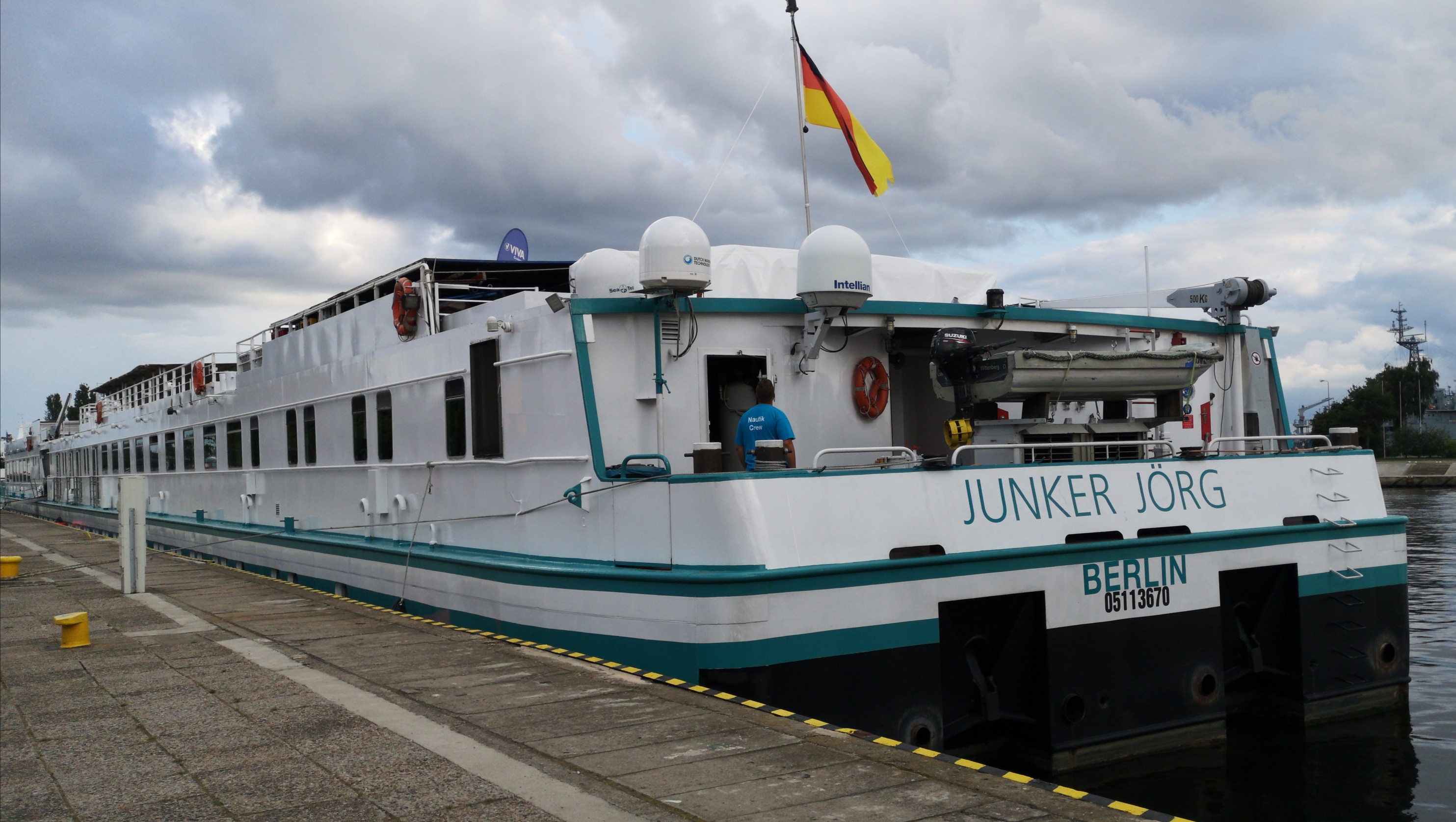
Junker Jörg in Swinemünde

Im März 2017 wurde die Viking Fontane an die Luther Travel Cruises verkauft, erhielt eine neue Farbgebung und den neuen Namen Junker Jörg. Junker Jörg war der Deckname von Martin Luther, damit gibt es eine inhaltliche Verbindung zum ehemaligen Heimathafen Wittenberg.
Die Junker Jörg diente zunächst als Hotelschiff in Wittenberg, seit 2018 absolviert sie Kreuzfahrten auf der Elbe sowie an der östlichen Ostseeküste und auf der Oder.
Bis 2017 erschien die Junker Jörg als Schiff der Schweizer Reederei Scylla AG. Seit 2017 ist die Luther Travel Cruises AG (Basel, Schweiz) alleiniger Eigner des Schiffes.

## Ausstattung und Technik
Die Junker Jörg ist ein Dreideck-Kabinenschiff der 4-Sterne-Kategorie mit 48 Doppelkabinen à 11 m² und 8 Deluxekabinen mit 15 m² Grundfläche. Alle Kabinen sind klimatisiert und jeweils mit einer Dusche, Telefon und TV-Gerät ausgestattet. In den Deluxekabinen wurden trennbare Doppelbetten aufgestellt. Hinter Bugstrahlruder-Raum und Küche befindet sich im Hauptdeck das Bordrestaurant, das nur vom darüber liegenden Aussichtssalon betreten werden kann. Im Eingangsbereich des Oberdecks gibt es neben der Rezeption auch einen Bordshop. Das mittschiffs hinter dem Steuerhaus liegende Sonnendeck wurde mit Liegestühlen und teilweise überdachten Sitzgruppen ausgestattet. Alle Decks sind über Treppenlifte auch für gehbehinderte Fahrgäste zu erreichen.
Das Schiff wird über drei Achtzylinder-Dieselmotoren vom Typ Deutz AM816 à 400 kW über drei Schottel Pump-Jets vom Typ SPJ 80 II angetrieben. Das ebenfalls von Schottel produzierte Bugstrahlruder vom Typ SPJ 57 verfügt über einen 220 kW starken elektrischen Antrieb. Das Schiff ist 94,80 m lang, 11,00 m breit. Der Tiefgang wird mit einem Meter angegeben. Durch Befüllen von vier Trimmtanks, die sich im Doppelboden am Bug und Heck befinden, kann der Tiefgang bei niedrigen Brückendurchfahrten auf maximal 1,27 m erhöht werden.

## Trivia
Junker Jörg war der Tarnname von Martin Luther in der Zeit auf der Wartburg.